# Tania Aebi
Tania Aebi (* 7. Oktober 1966 in der Schweiz) ist eine US-amerikanische Seglerin und Buchautorin.
Mit 18 Jahren segelte sie zwischen 1985 und 1987 alleine mit der Segelyacht Varuna (einer dunkelroten Contessa 26) um die Welt. Sie war, bis auf eine kurze Passage im Pazifischen Ozean (80 Meilen), in der sie von einer Freundin begleitet wurde – die erste Amerikanerin, die allein die Welt einhand umsegelt hat. Sie hat ihre Erfahrungen bei dieser Reise in dem Buch Die Welt im Sturm erobert veröffentlicht.
Ihre einzige Segelerfahrung vor der Weltumseglung war eine Atlantiküberquerung gemeinsam mit ihrem Vater. 1997 wurde Aebi Kolumnistin der US-amerikanischen Segelzeitschrift Latitudes & Attitudes. Sie lebt heute in Corinth (Vermont).